# Karim Alhassan
Karim Alhassan oder Karimu Alhassan (* 30. April 1991 in Accra) ist ein ghanaischer Fußballspieler.

## Karriere
Alhassan erlernte das Fußballspielen auf der Straße und wurde 2008 von den Scouts der Accra Hearts of Oak entdeckt. 2011 wechselte er zum ägyptischen Erstligisten al Zamalek SC.
Zur Saison 2012/13 wechselte er in die türkische TFF 1. Lig zum Aufsteiger Adana Demirspor.